# Эльтонский (природный парк)
Природный парк «Эльтонский» — природный парк регионального значения общей площадью более 1000 км², расположен в Палласовском районе на востоке Волгоградской области в 160 км от областного центра. Среди природных памятников парка выделяются озеро Эльтон и гора Улаган.
Разнообразна флора и фауна — здесь нередко селятся представители исчезающих видов. Является единственным в Европе ненарушенным массивом пустынных степей, в котором расположены уникальные объекты соляно-купольного происхождения (озеро Эльтон и впадающие в него минеральные реки, Преснолиманская возвышенность).

## Описание
Включает природные комплексы и объекты, имеющие значительную экологическую, эстетическую и историко-культурную ценность. По степени уникальности природы и экологической значимости территория Приэльтонья не имеет аналогов. Эльтон — одно из интереснейших озёр планеты, самое крупное в Европе солёное самосадочное озеро, уникальное по происхождению, химическому составу, запасам и бальнеологическим свойствам лечебной рапы и грязи. Территория природного парка отличается высоким биологическим и ландшафтным разнообразием, наличием огромных массивов малонарушенных зональных пустынных степей, обилием редких и исчезающих видов растений и животных. Территория природного парка имеет огромную историко-культурную значимость. Память о прошлом хранят многочисленные объекты культурного наследия и культурных традиций многих кочевых народов и племён.

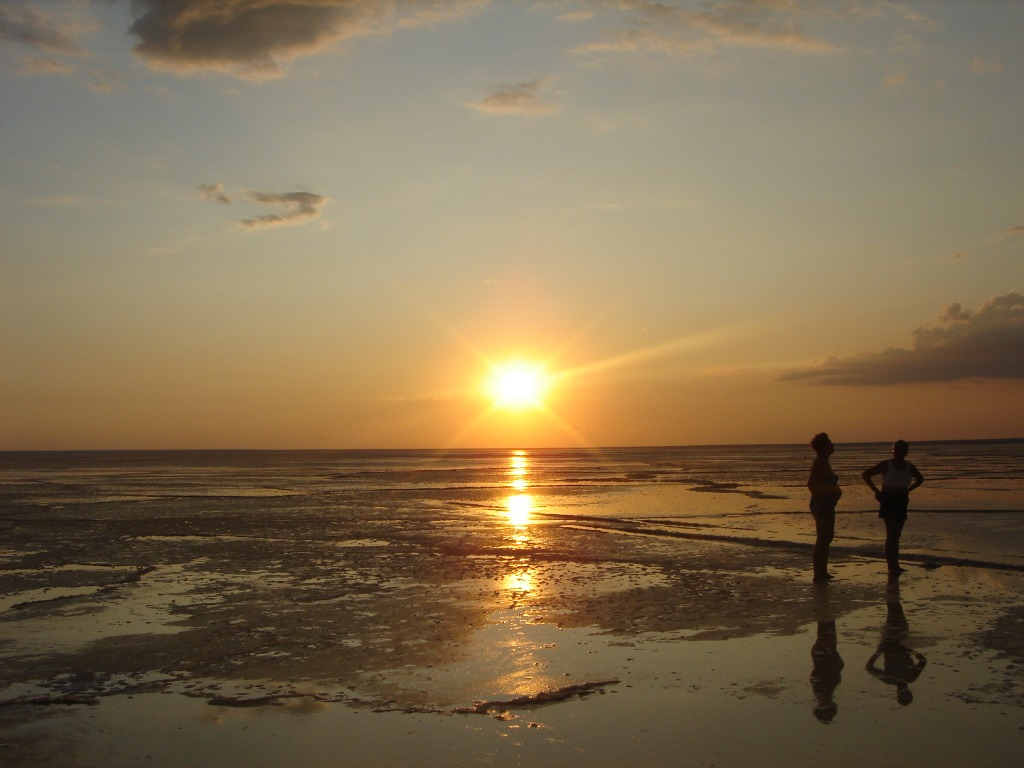
Закат на  озере Эльтон
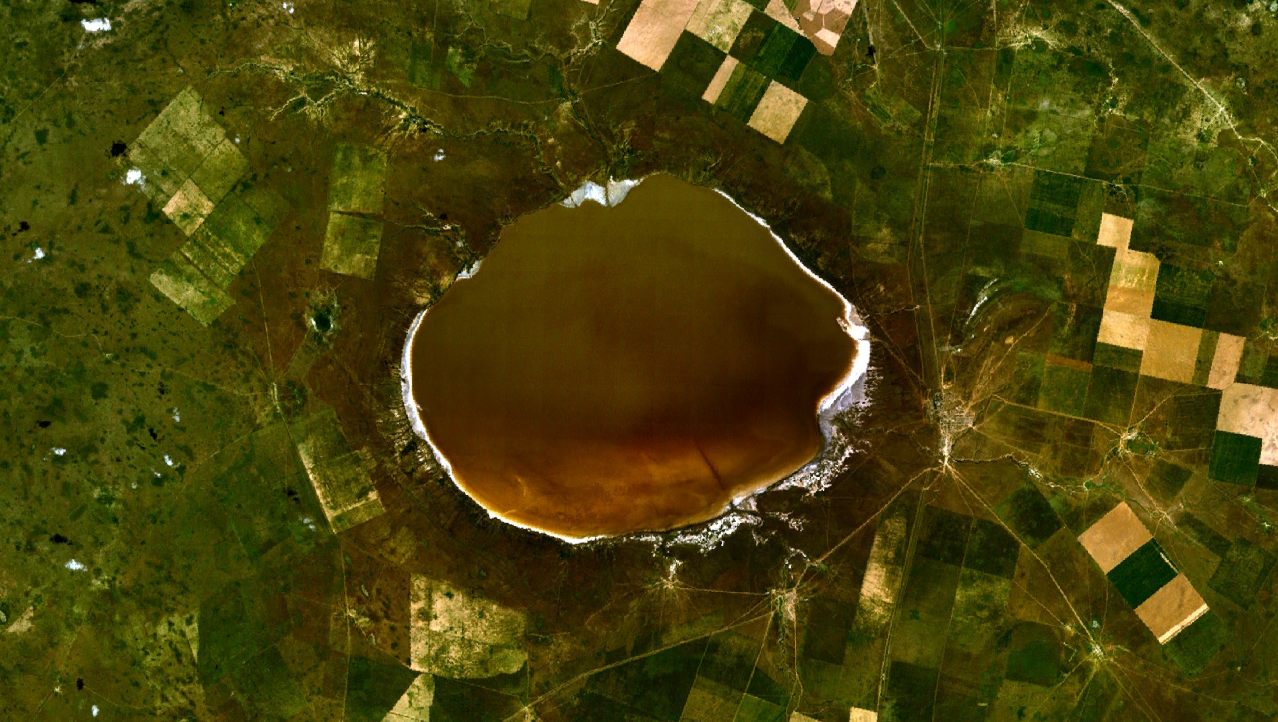
Снимок  из  космоса  озера Эльтон
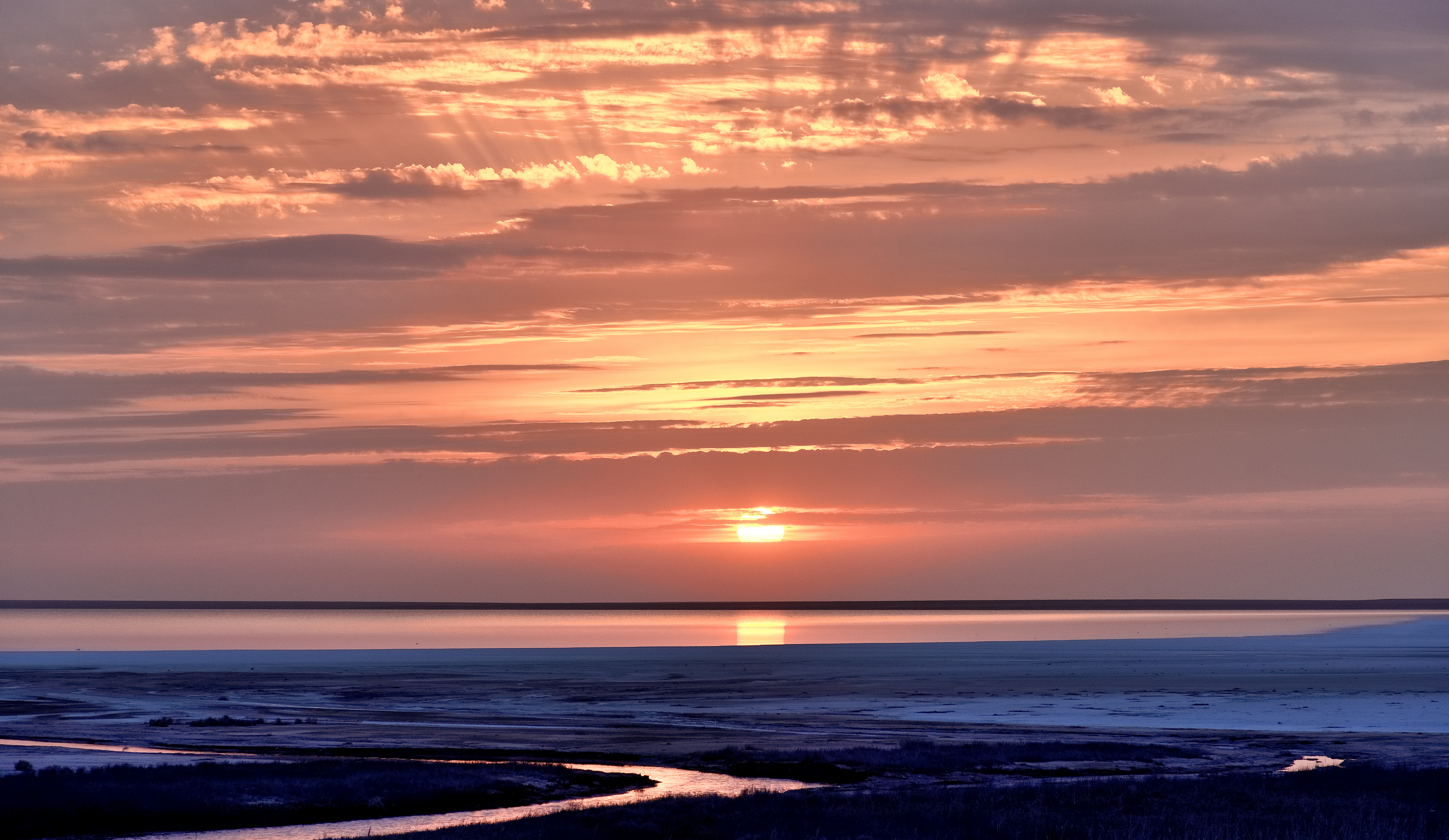
Закат над озером Эльтон со стороны Сорочьей балки
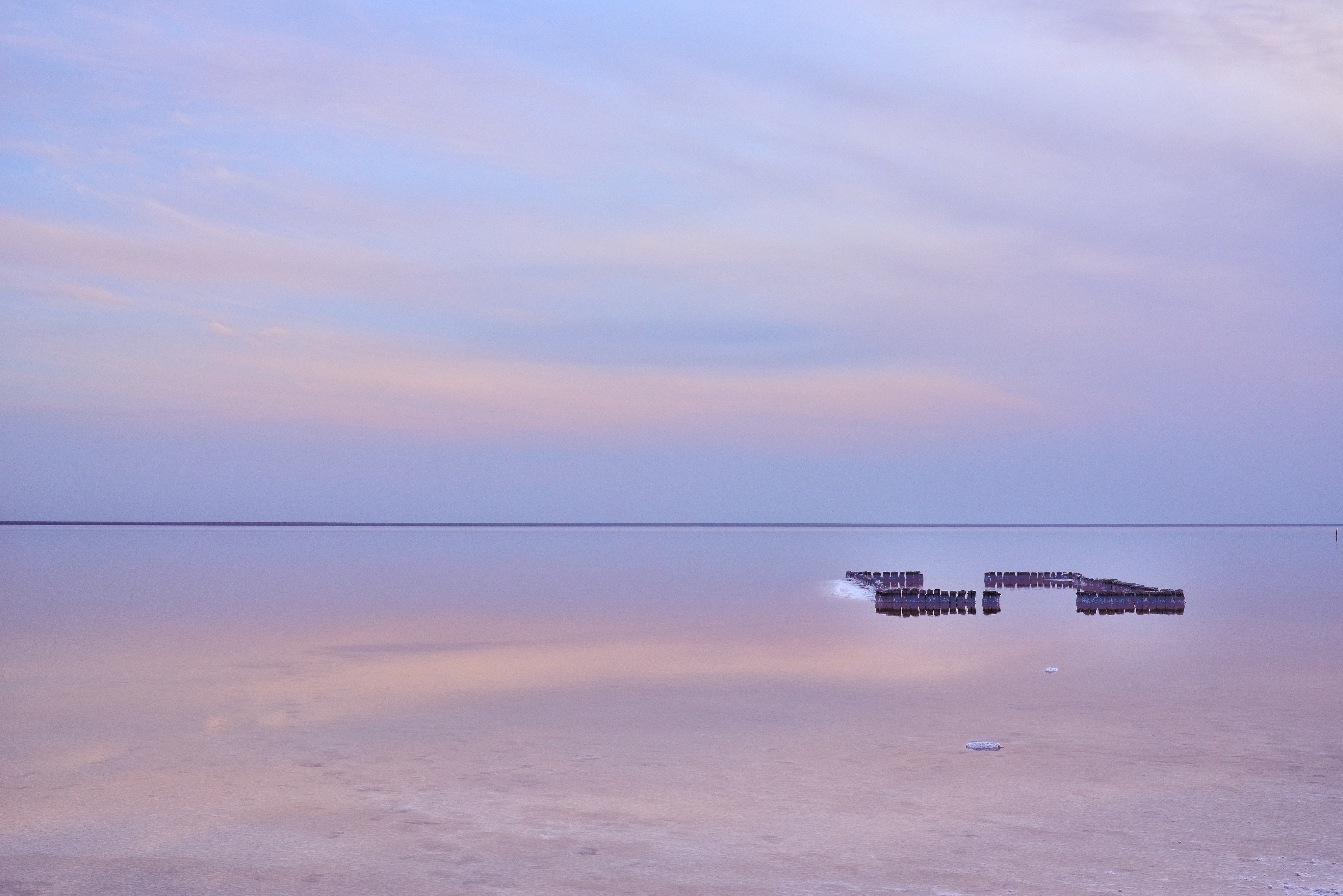
Солёный закат на озере Эльтон
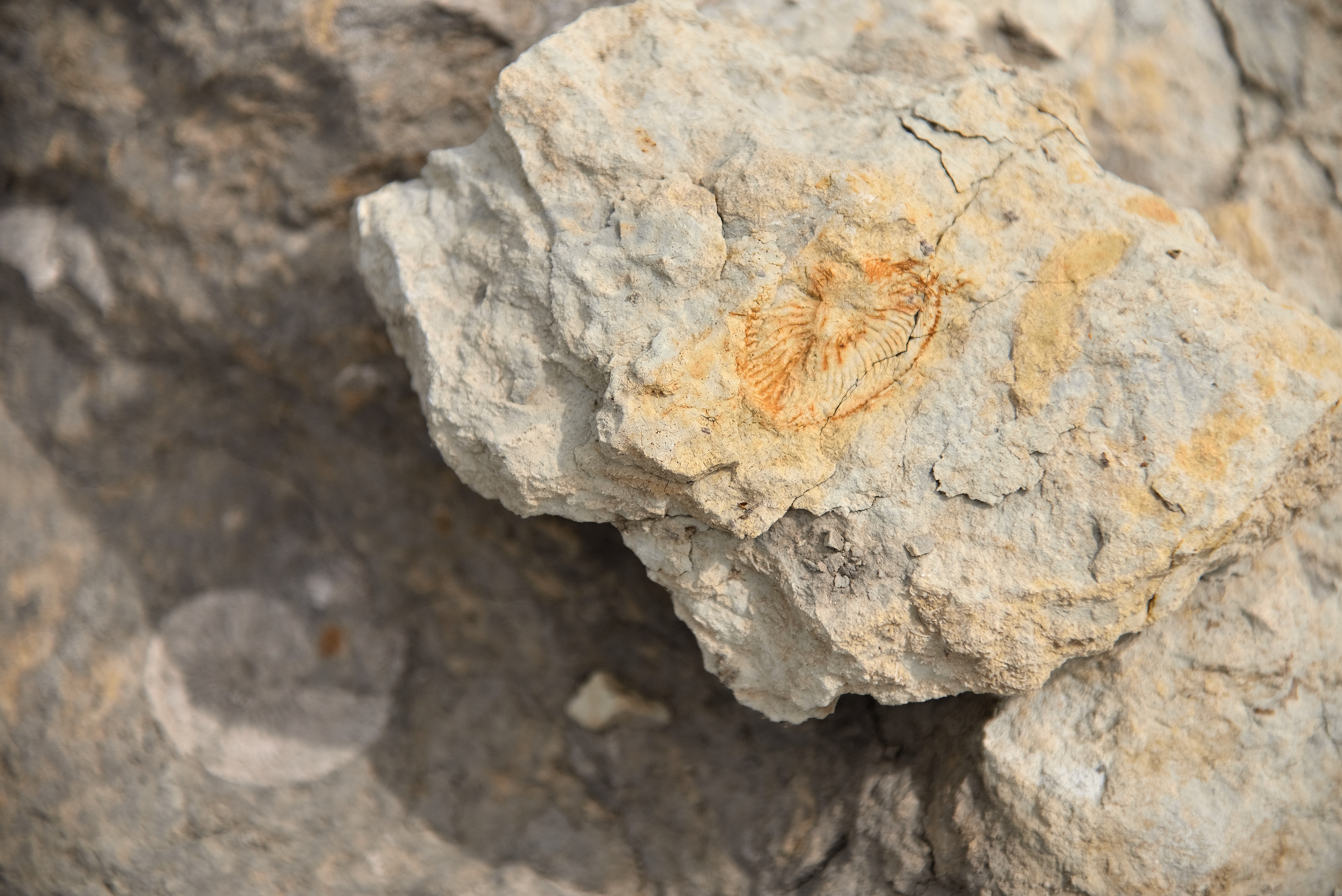
Гора Улаган - дно древнего океана. Отпечаток раковины моллюска аммонита (Ammonoidea)
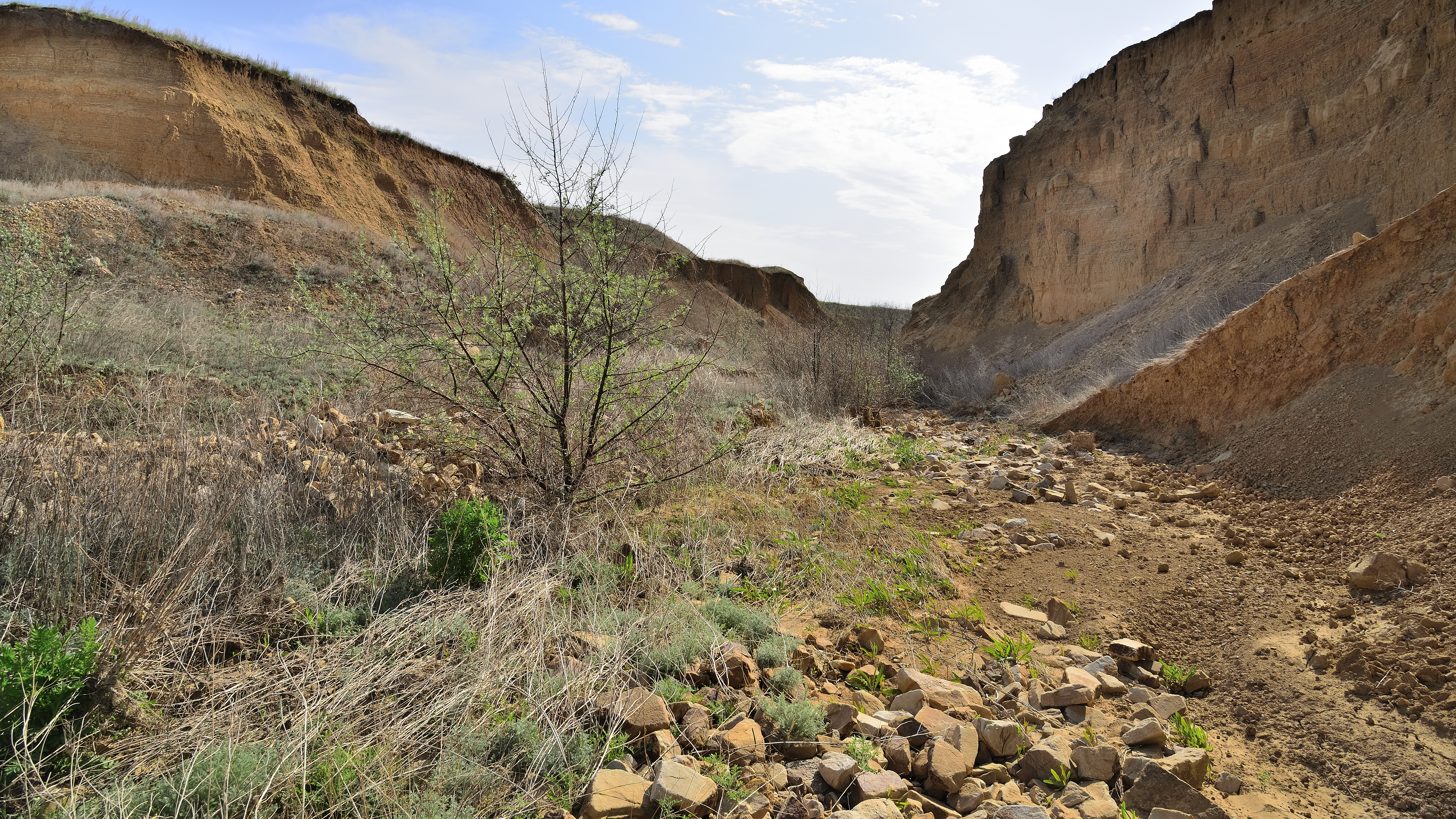
Овраг Сорочья балка
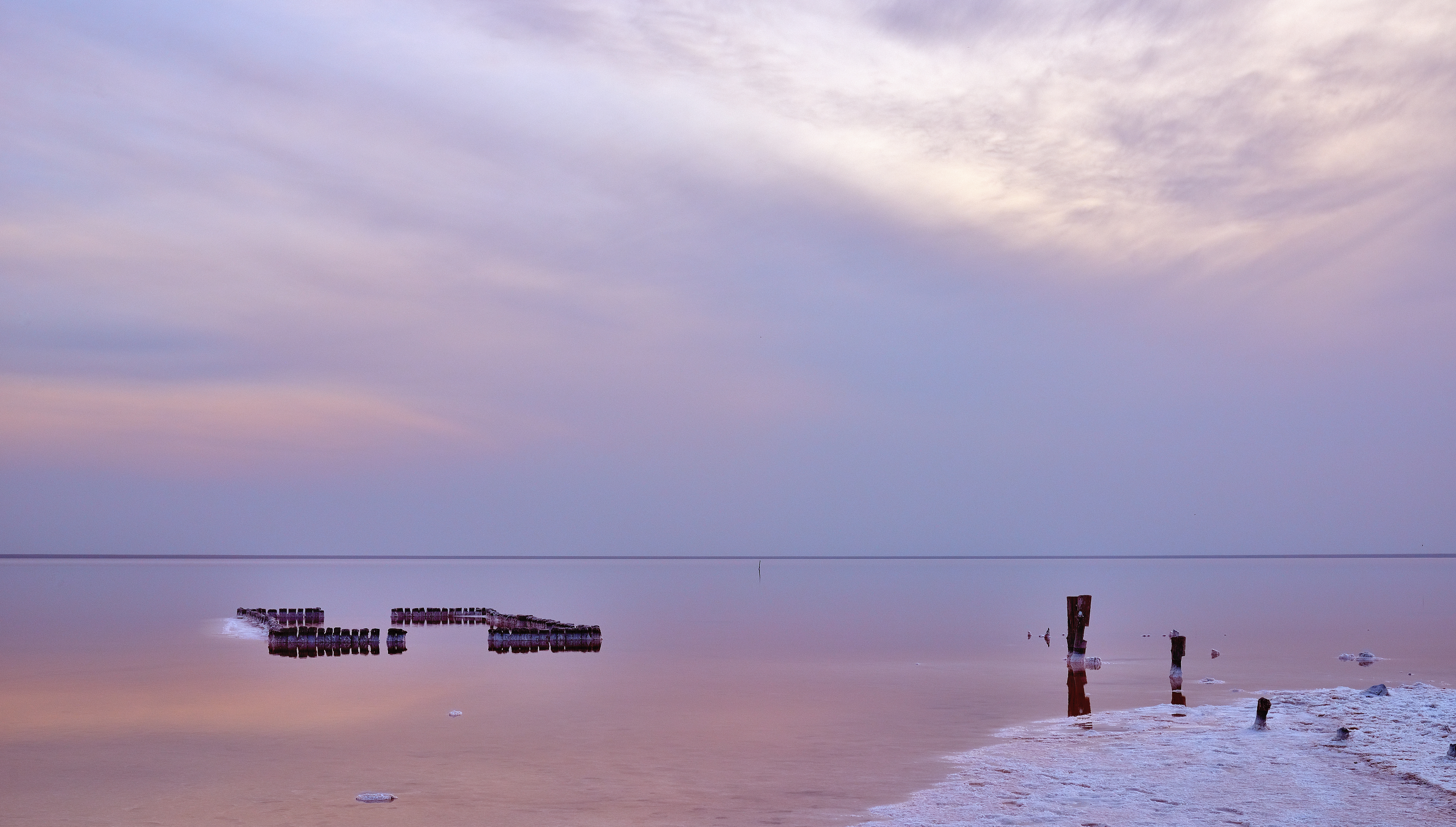
Дымка над одним из самых "солёных" мест на Планете даёт удивительные цвета
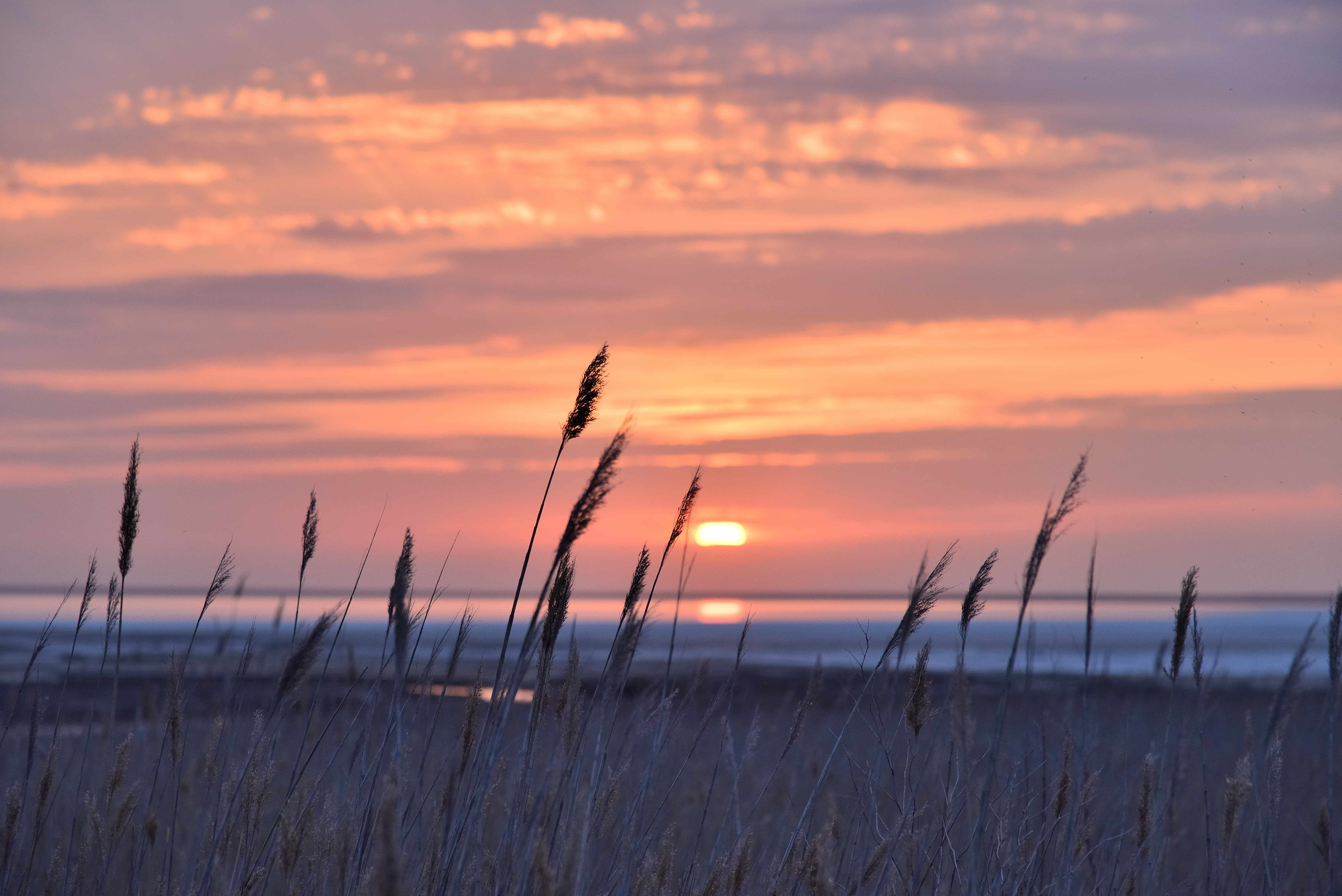
Закат в камышах на озере Эльтон

## География
Природный парк целиком расположен на Прикаспийской низменности на востоке Волгоградской области. У озера Эльтон расположена гора Улаган с редко встречающейся формой рельефа — соляным куполом, соответствующим впадине озера Эльтон. Для таких возвышенностей характерны выходы разновозрастных горных пород, начиная с юрского периода, имеющих ископаемую флору и фауну.
С севера в озеро впадает река Хара — самая длинная река природного парка «Эльтонский», её протяженность более 40 км.

## Флора
В междуречье рек Хара и Ланцуг находится Биологическая балка, которая является уникальным мезофильным байрачно-балочным комплексом, одним из самых южных мест лесной растительности в Заволжье, площадью 120 га. Здесь произрастают более 400 видов растений: яблоня ранняя, жёстер; кустарников: терн, шиповник, бересклет, ежевика, на песчаниках к северу от пос. Эльтон и на его северной окраине произрастает жузгуник. На склонах встречаются редкие виды: тюльпаны, ирисы, а также миндаль, спаржа, валериана, пижма, хотьма тюрингенская, эстрагон. жузгун, триостренница.

## Фауна
Из насекомых встречаются:аскалаф пестрый и другие.

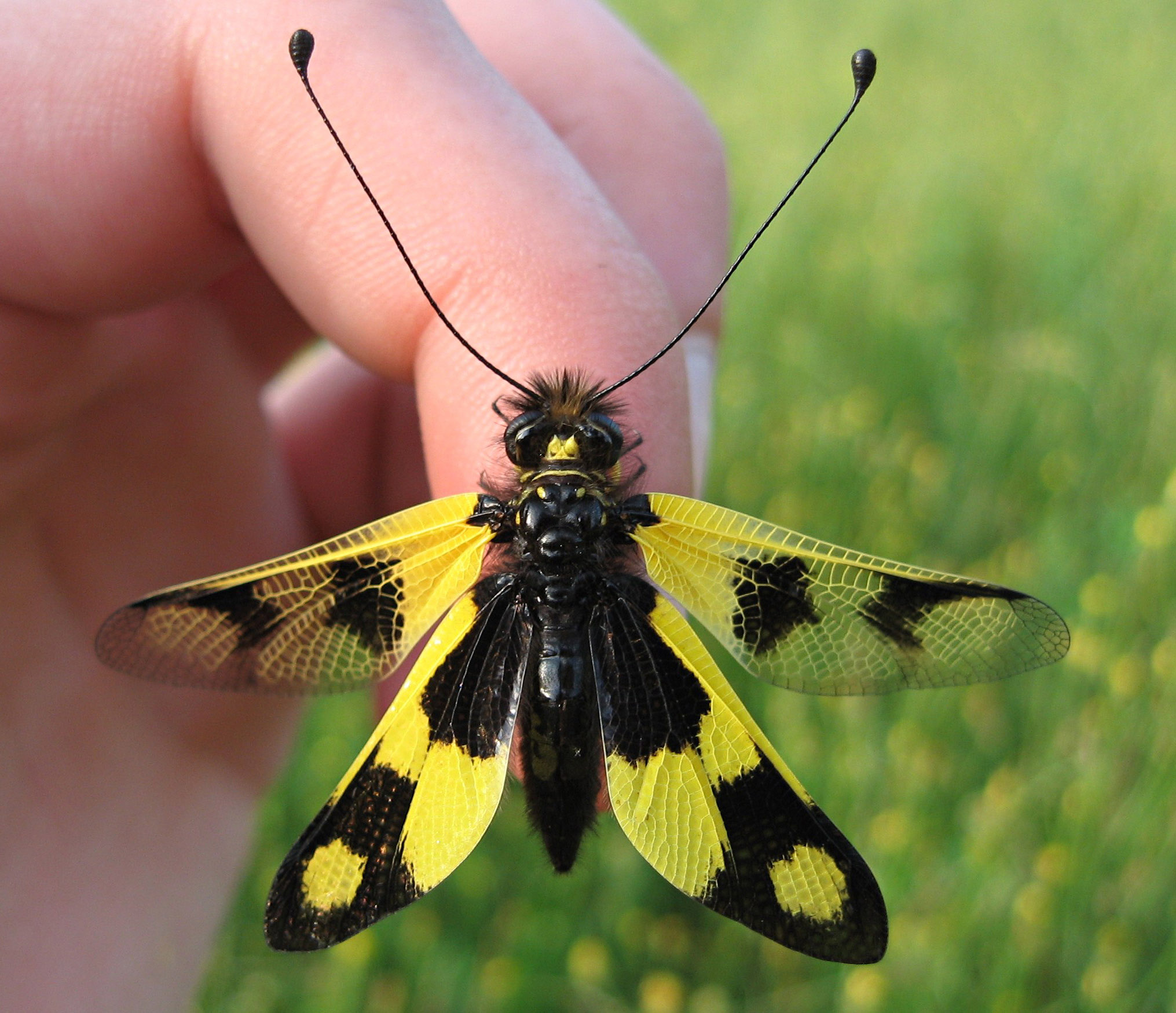
Аскалаф пёстрый
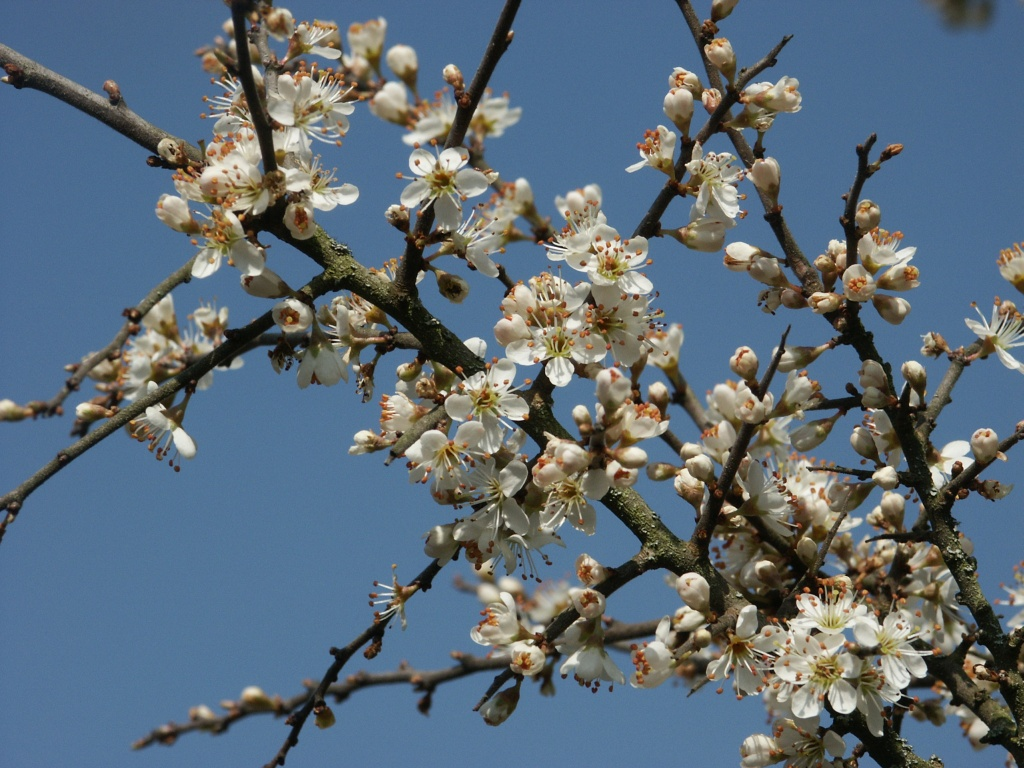
Цветущий  терновник
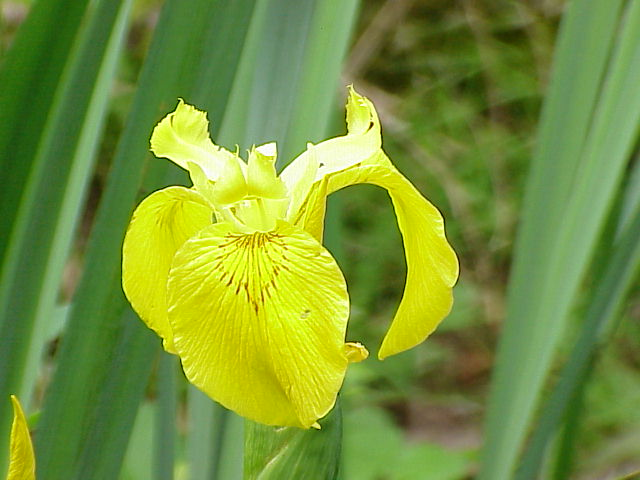
Ирис ложноаировый
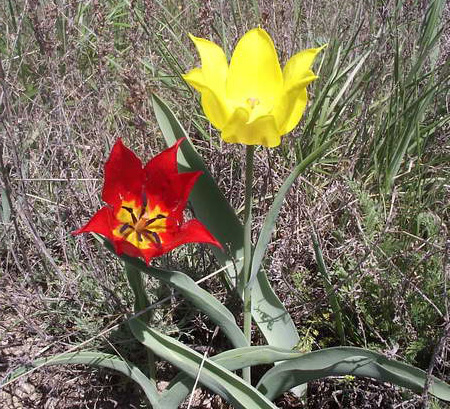
Тюльпан Геснера

## Фотогалерея

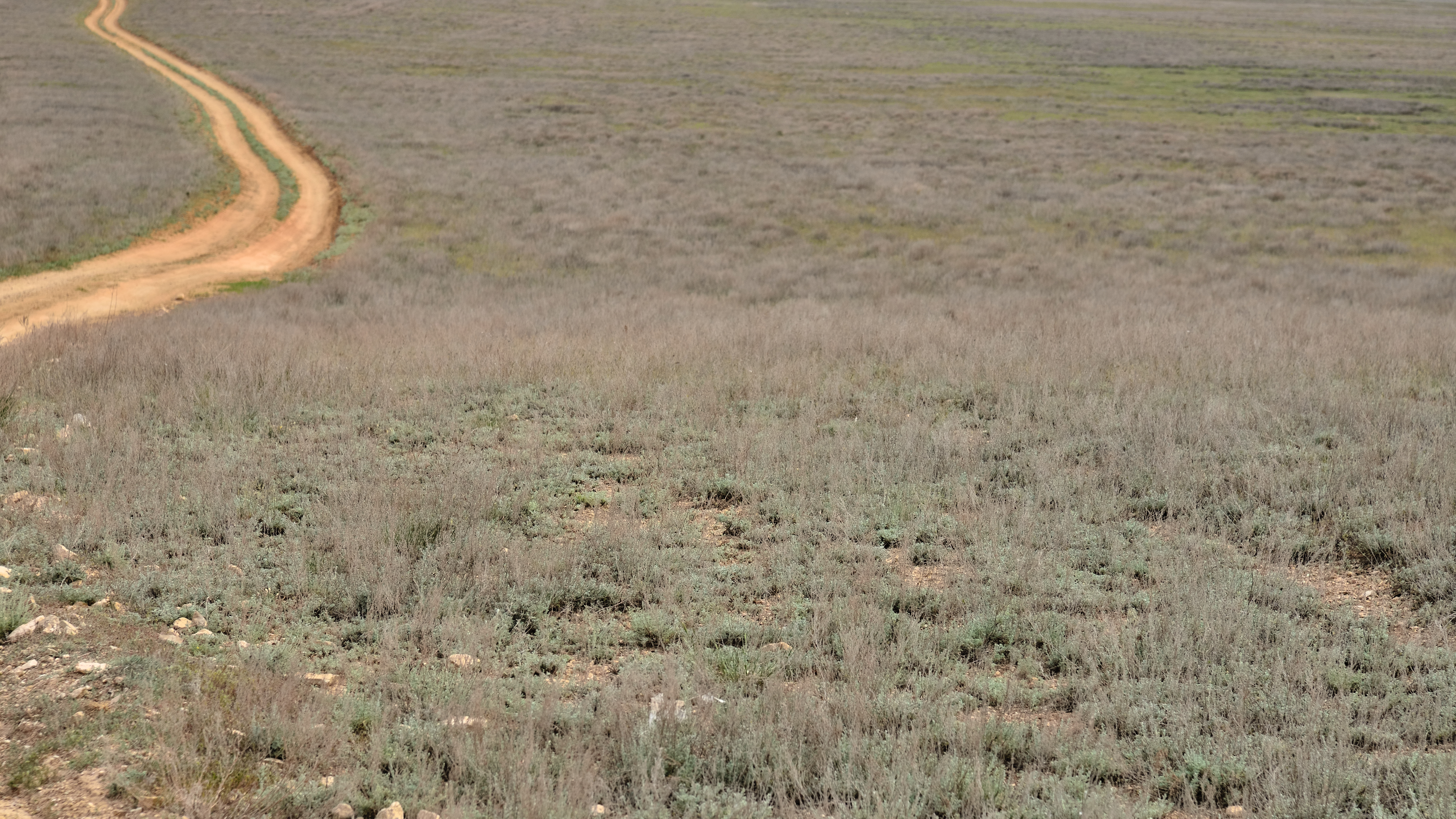
Дорога в степи
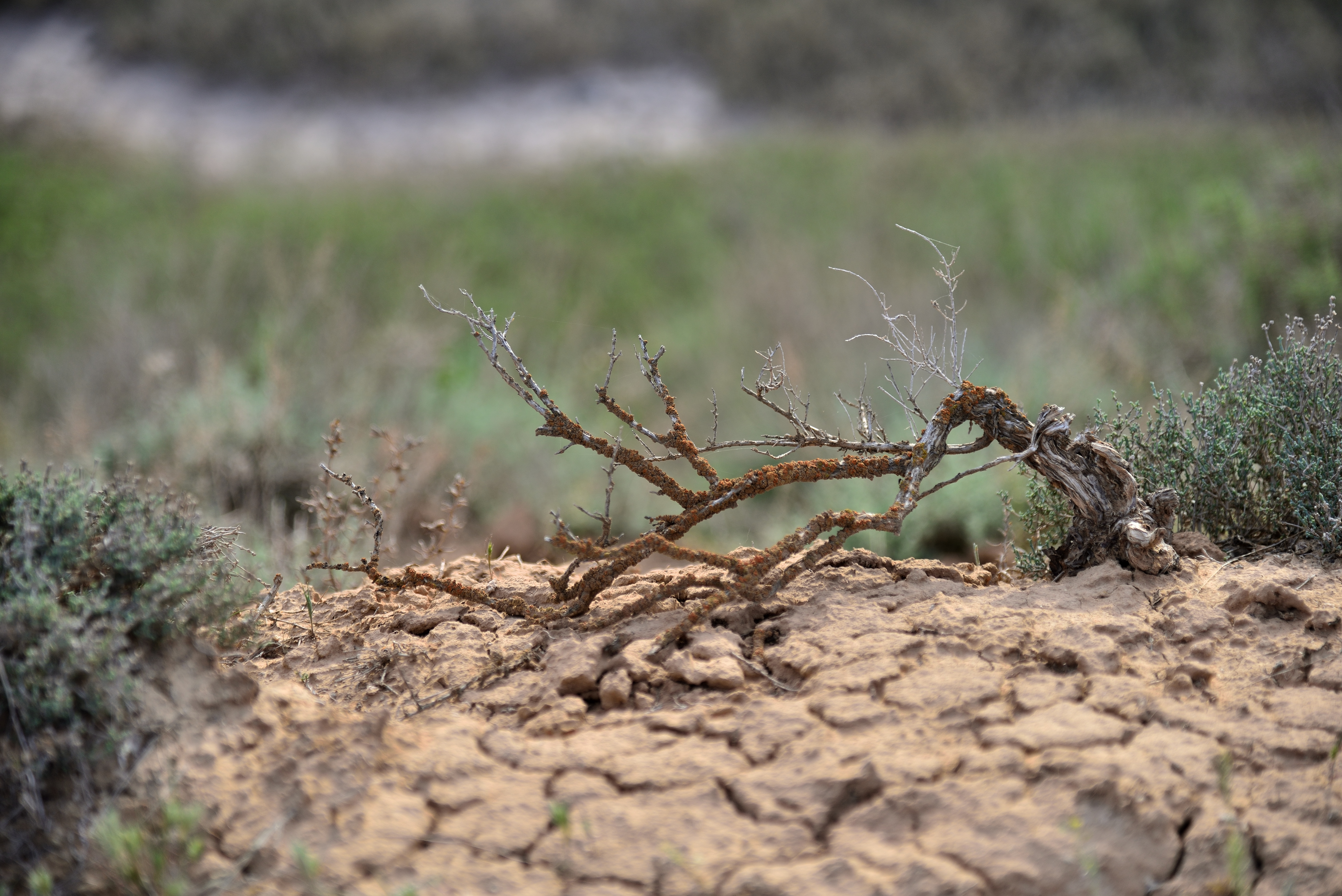
Засохший кустарник на берегу озера
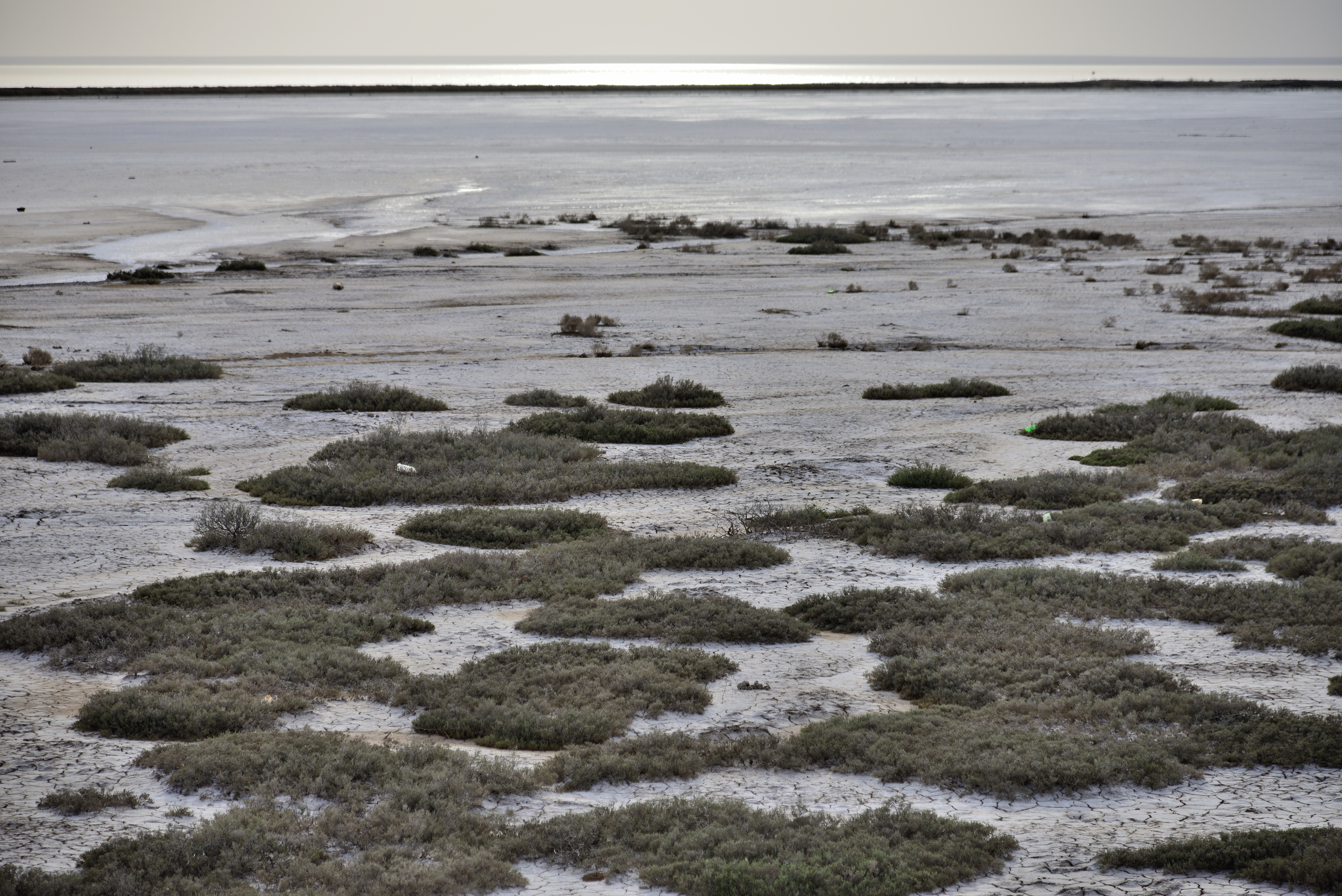
Прибрежная зона озера Эльтон
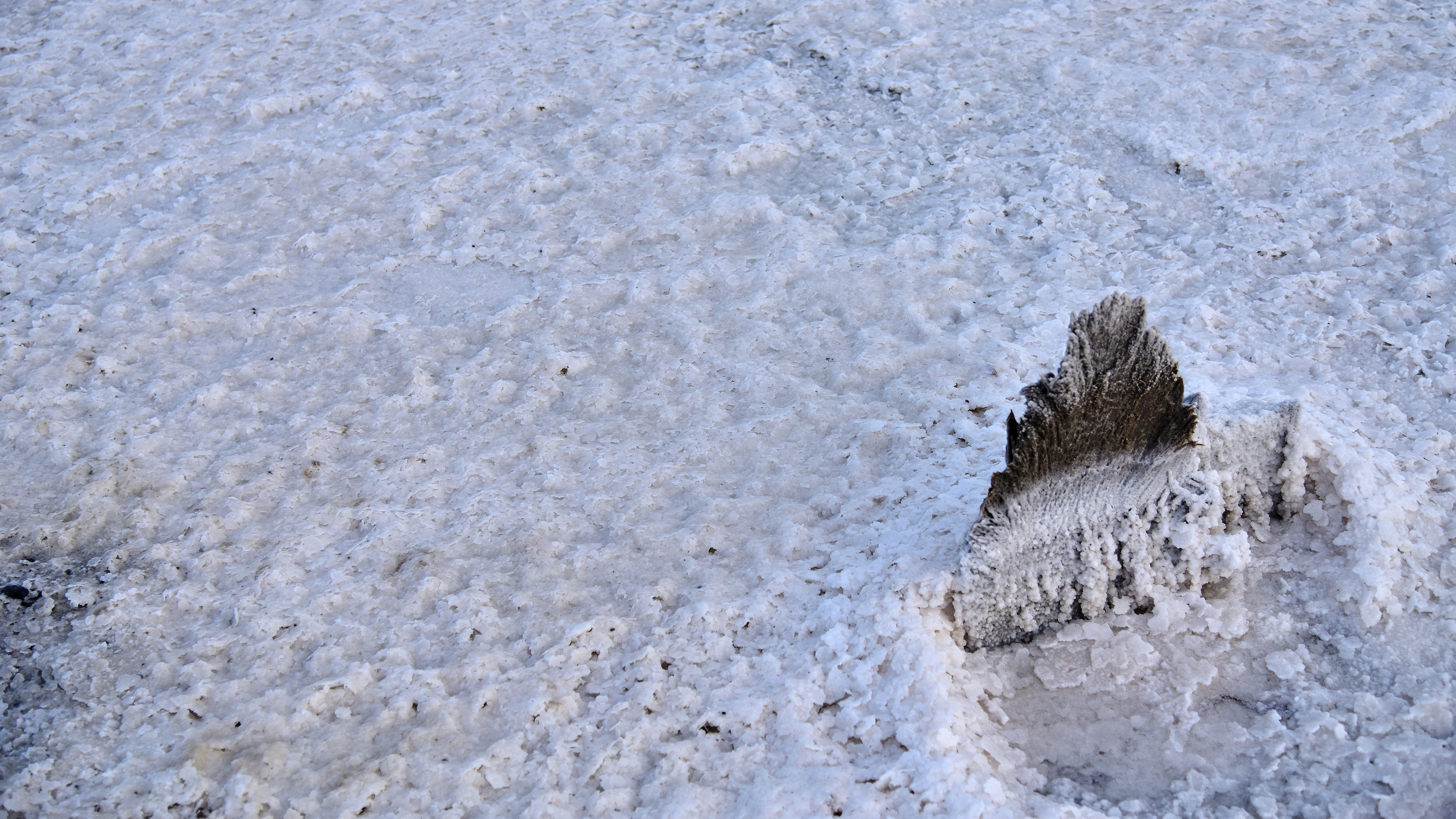
Рапа озера Эльтон
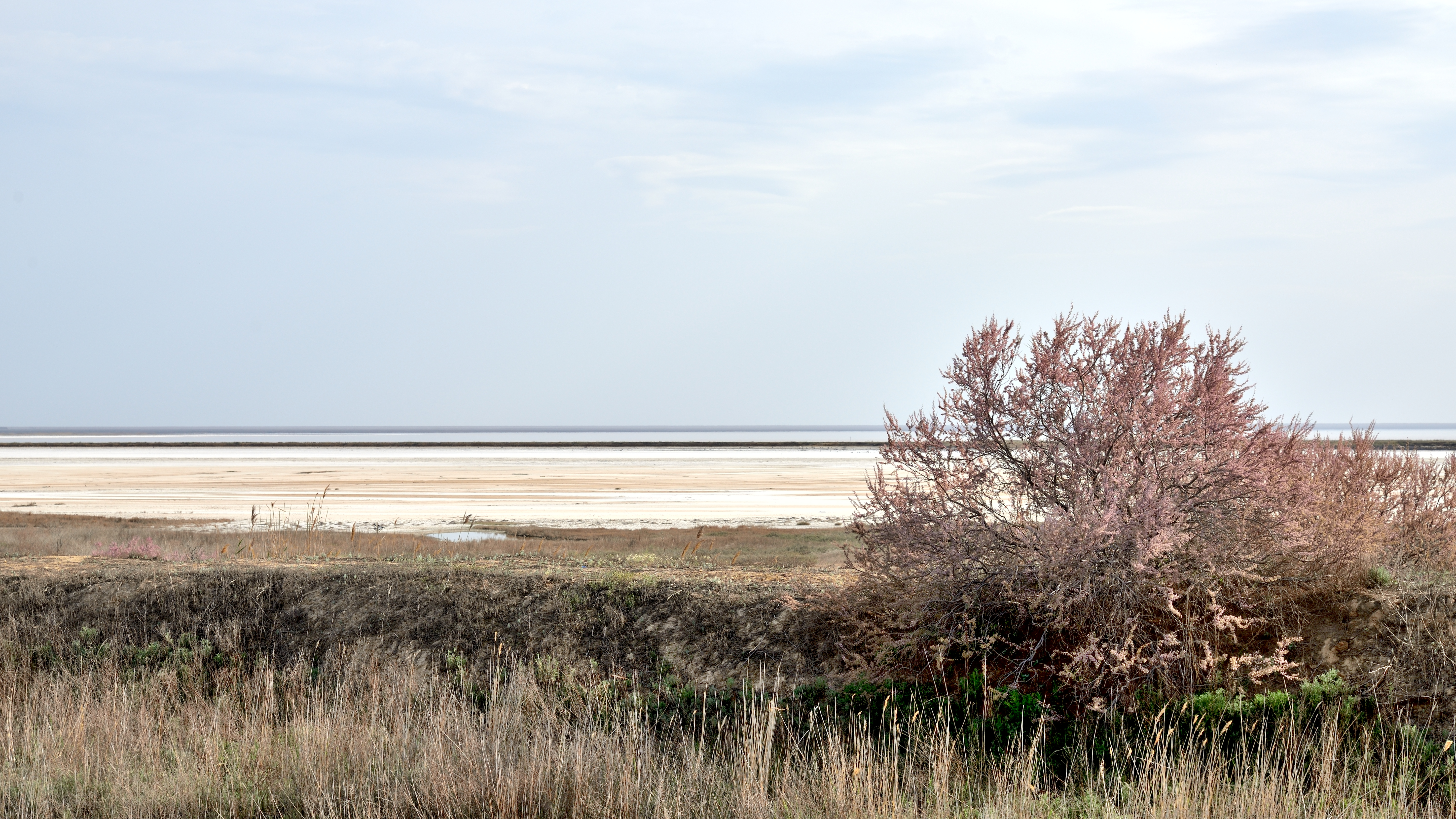
На берегу
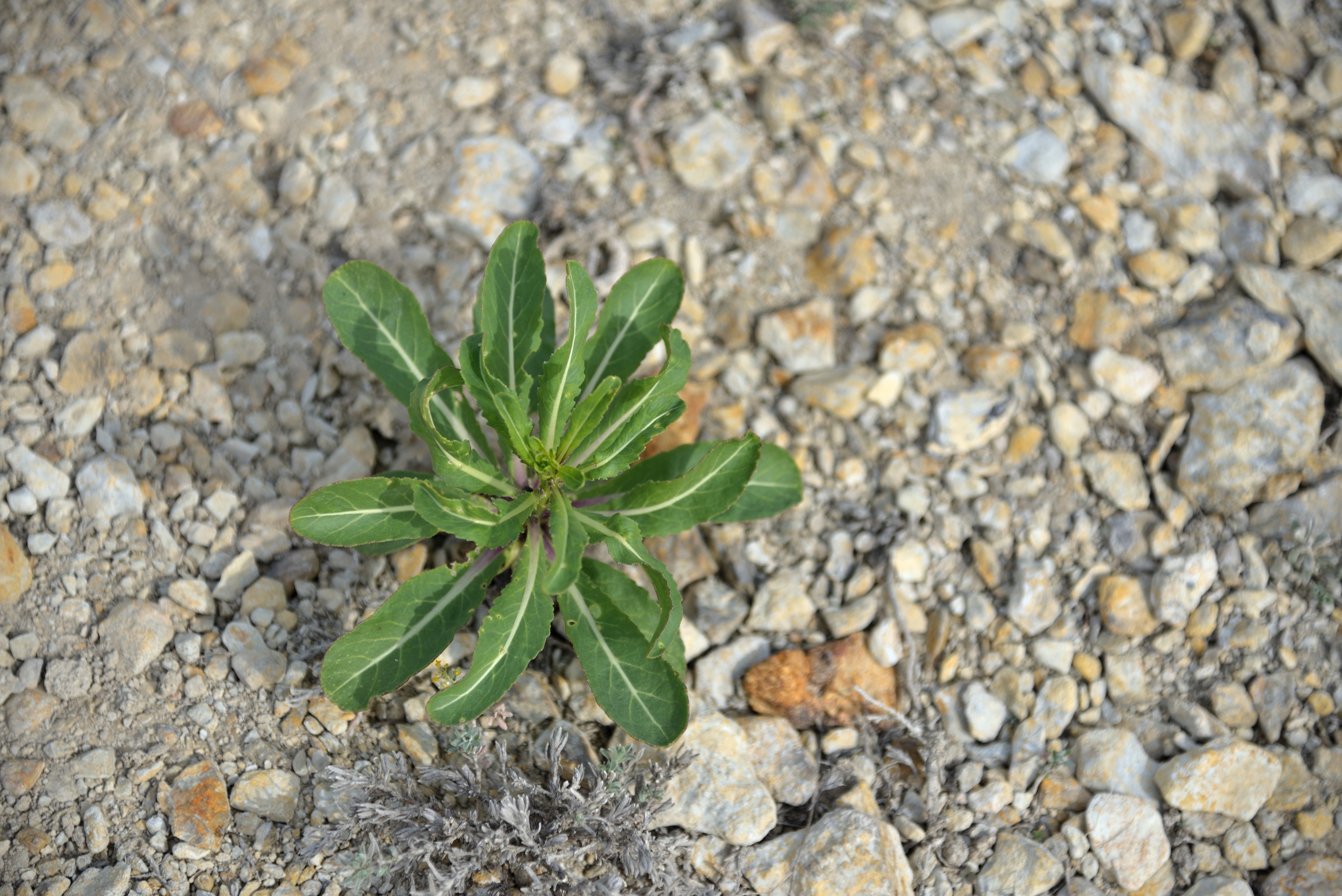
Растение Isatis tinctoria
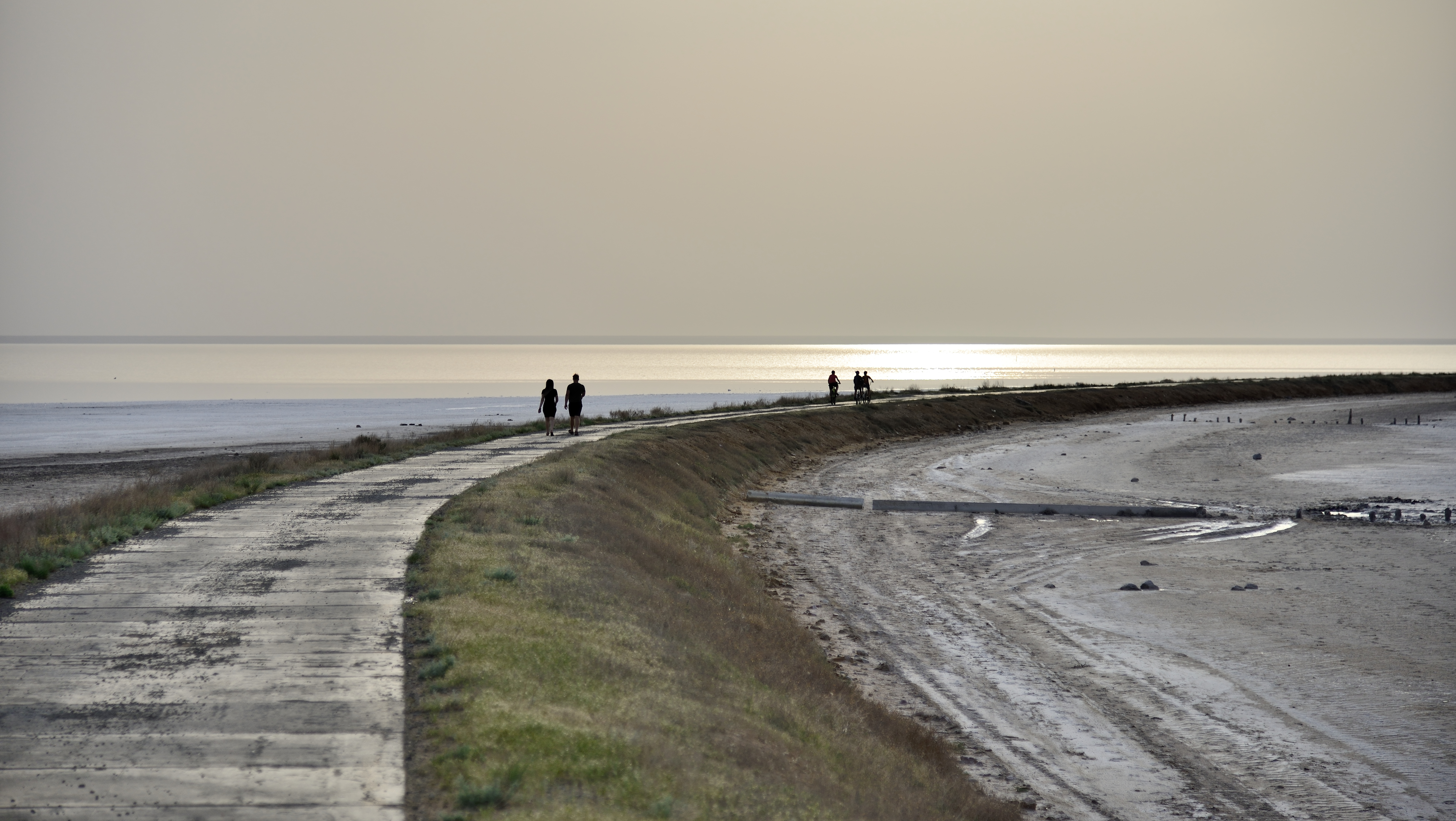
Отдыхающие на дороге у озера
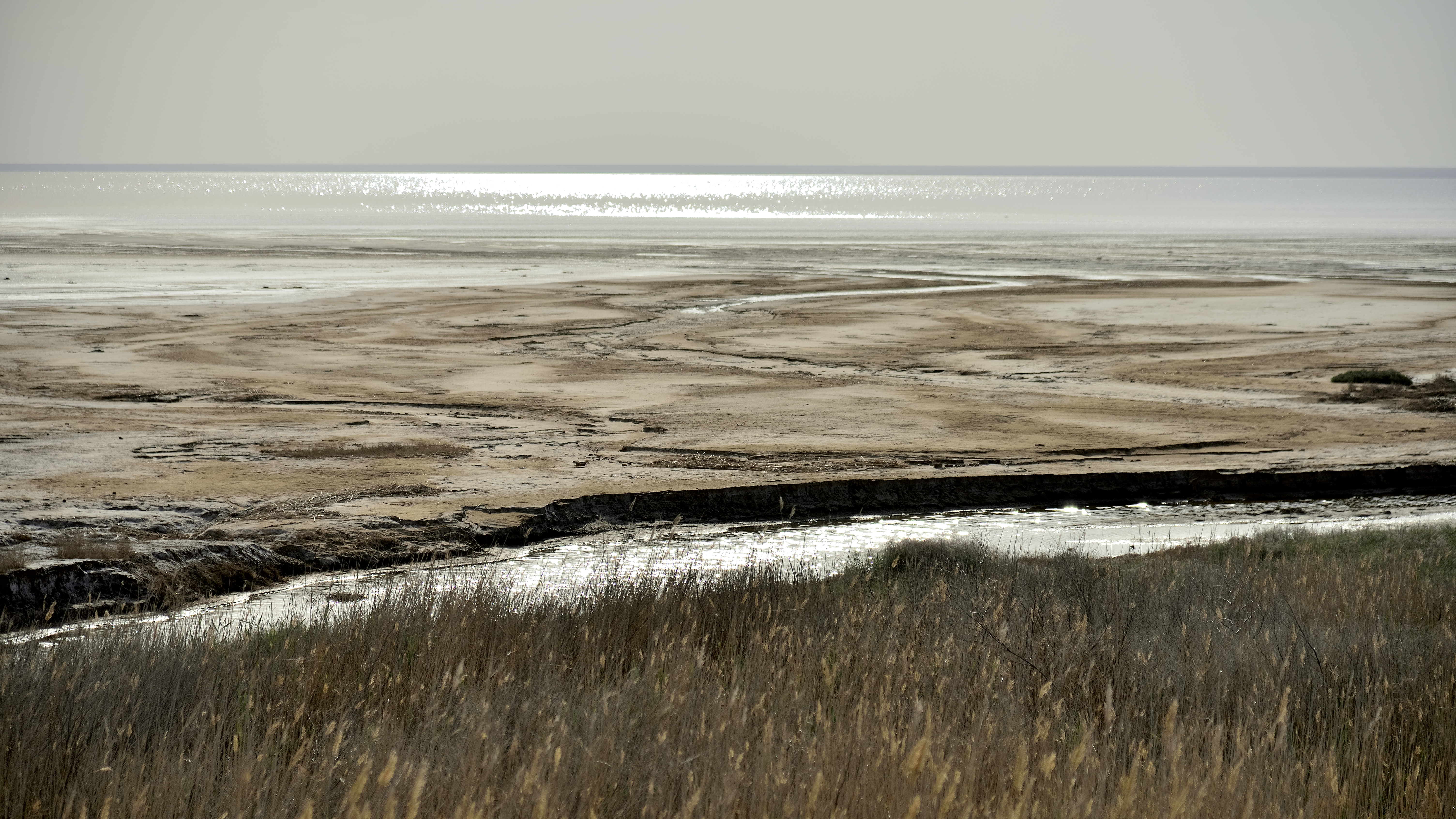
Восточный берег озера
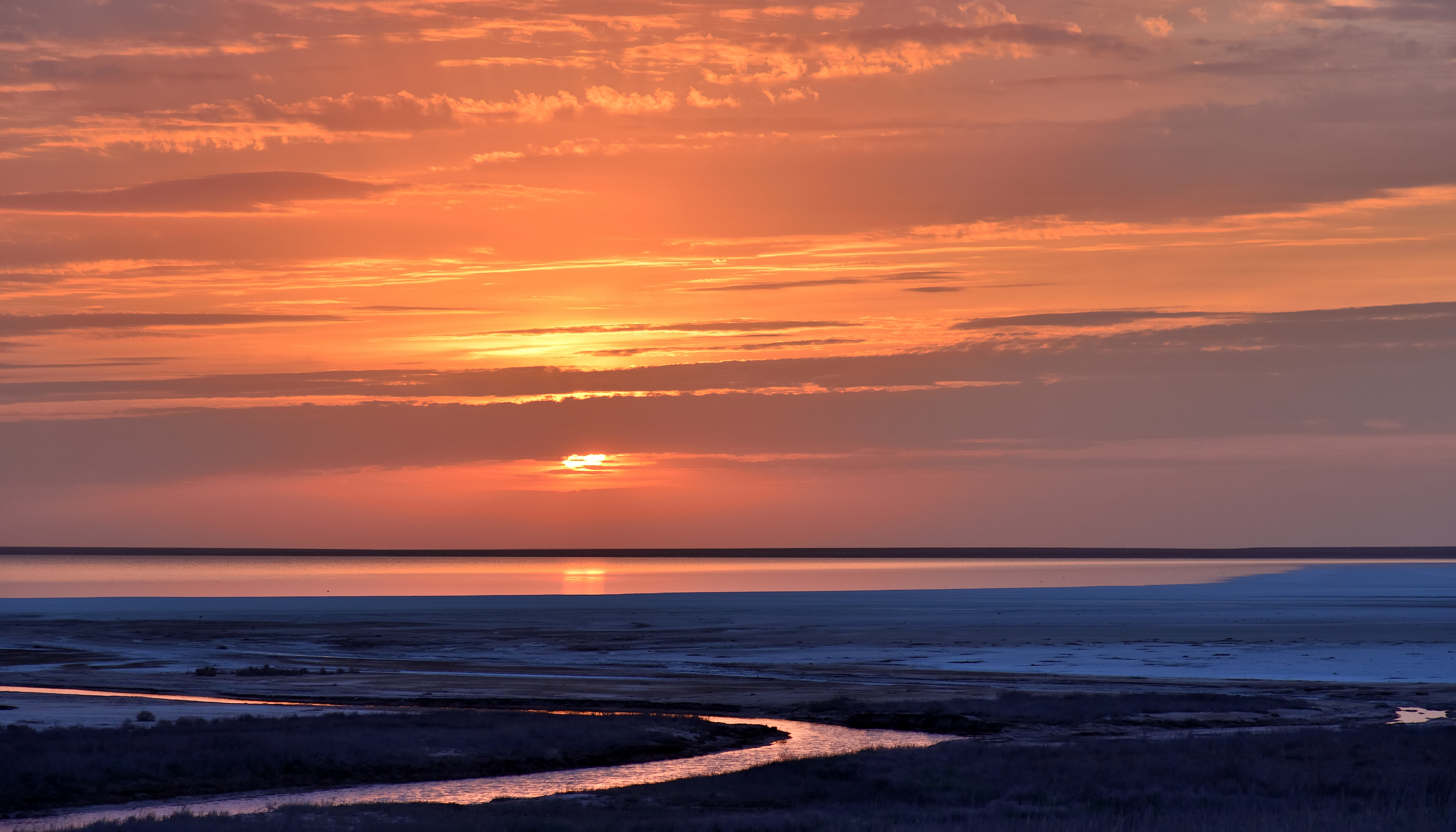
"Марсианский" закат
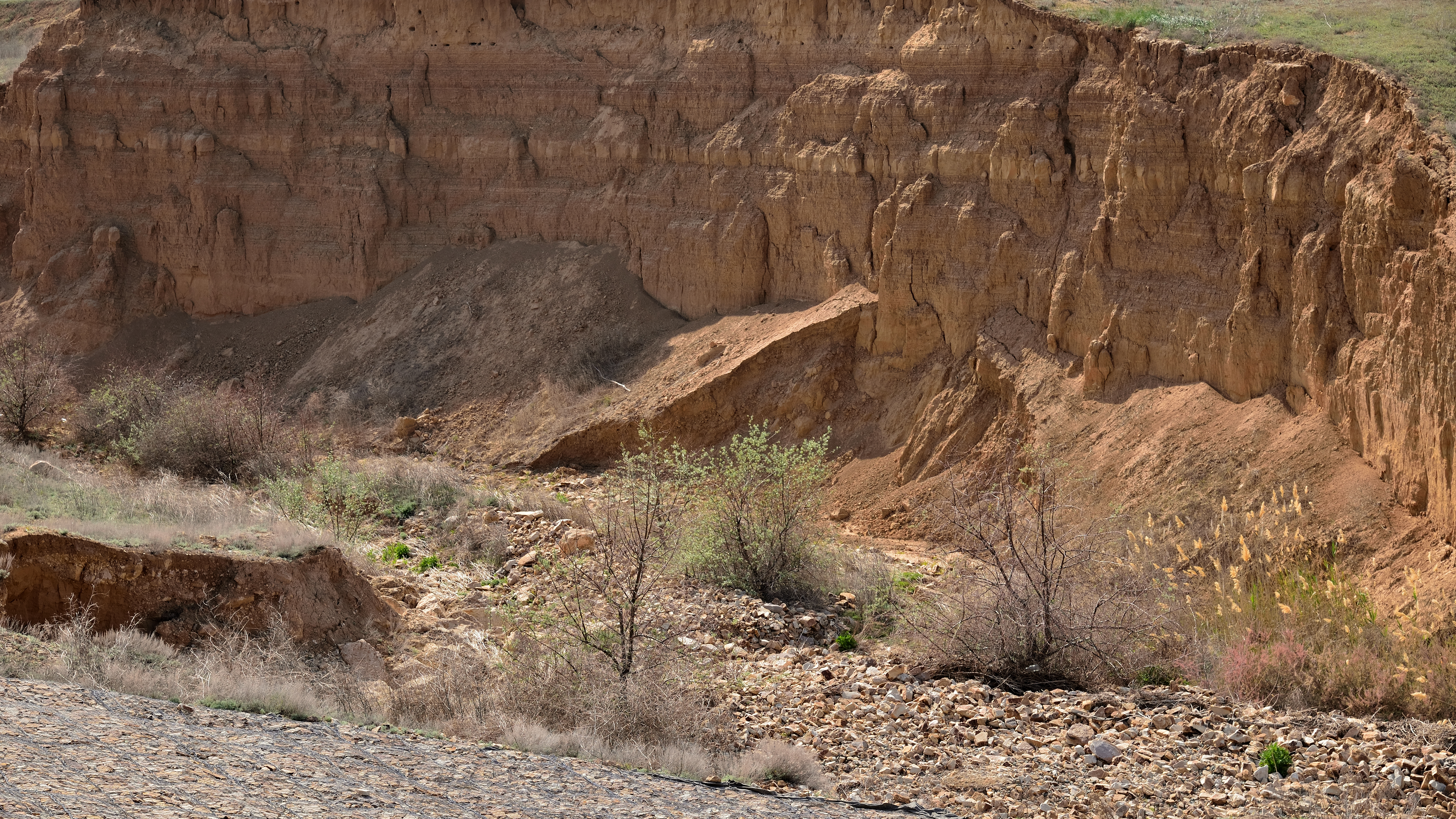
Овраг Сорочья балка